# 哈林蓋區
哈林蓋區（英語：London Borough of Haringey，/lʌndən bʌɹə ɒv ˈhæɹɪŋgeɪ/ⓘ）是英國英格蘭大倫敦內倫敦的自治市，人口225,700，面積29.59平方公里。

## 歷史
哈林蓋區本是倫敦的市郊地區，十八世紀末人口只有二千多人。自十九世紀起倫敦城市發展，哈林蓋區也開始城市化，至二十世紀初，人口已超過二十多萬人。
由於本是郊區一部分，故轄區擁有一些綠化帶。

## 人口
哈林蓋區人口以多元見稱，英國白人佔了65.5%；另外有20.1%是歐洲其他白人（包括愛爾蘭和葡萄牙移民），6.7%屬亞裔人。轄區估計有193種語言被通用。

## 其他
著名足球會熱刺主場館托特納姆熱刺球場正位處轄區。

## 友好城市
- 法國 利夫里加尔冈

## 外部連結
- （英文）哈林蓋區政府網（页面存档备份，存于）
- （中文）夏靈基華人中心[永久]

51°36′06″N 0°06′46″W / 51.601632°N 0.112915°W